# Eutersee
Der Eutersee ist neben dem Marbach-Stausee der kleinere der beiden Stauseen im Odenwald. Er befindet sich bei Oberzent-Schöllenbach und dem zu Eberbach gehörenden Badisch-Schöllenbach. Die Staatsgrenze zwischen Hessen und Baden-Württemberg verläuft durch den See. Im Jahre 1971 als Hochwasserrückhaltebecken erbaut, dient er auch der Naherholung. 

## Geographie

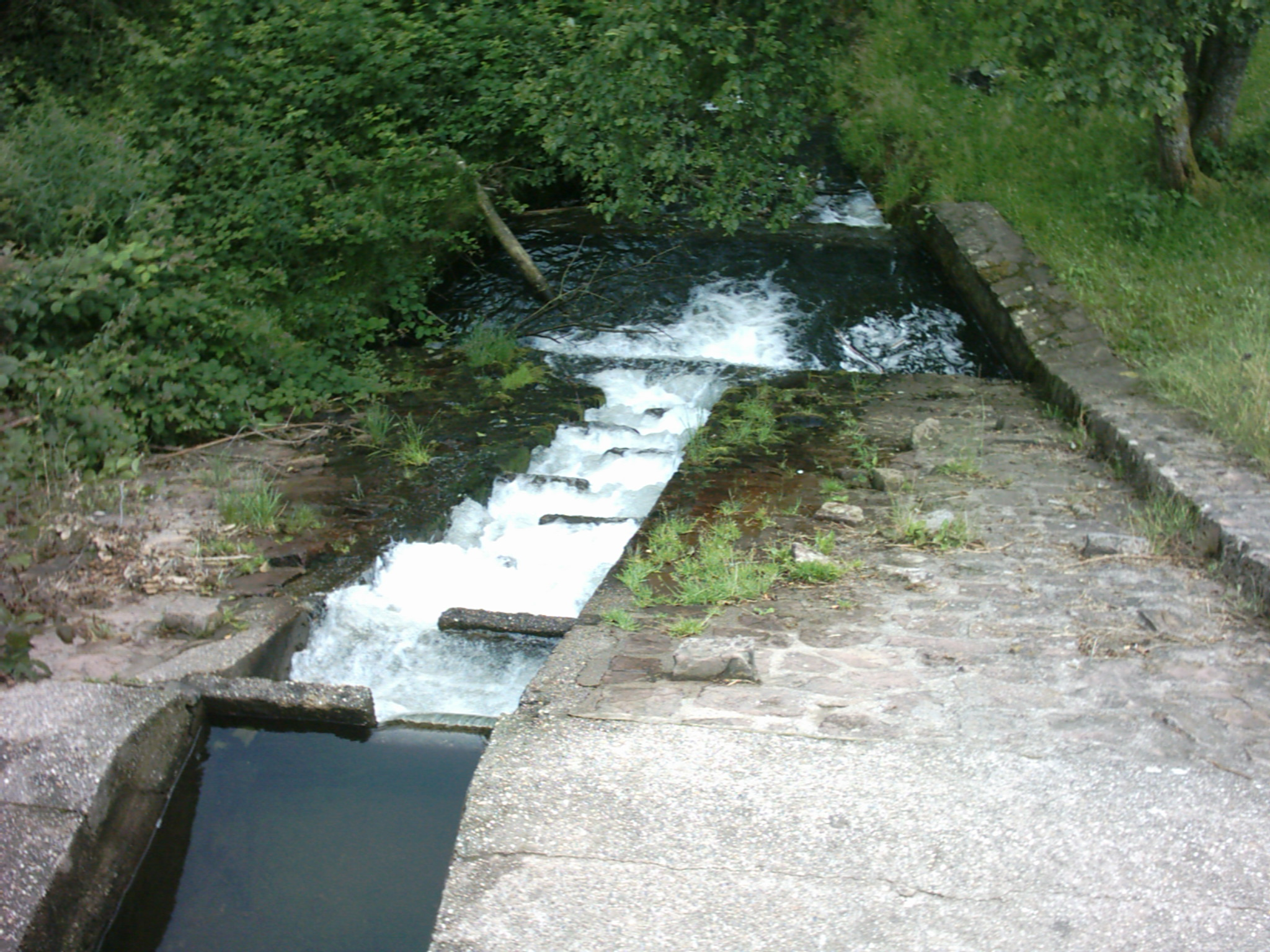
Kaskaden-Fischtreppe im Eutersee-Staudamm

Der Eutersee ist mit knapp einem Hektar Fläche eines der  größeren Stillgewässer des Odenwalds. Er wird in Nord-Süd-Richtung vom namengebenden Euterbach durchflossen, der hier die Grenze zwischen Hessen im Westen und Baden-Württemberg im Osten bildet und rund 700 Meter nach seinem Ausfluss die Ortschaften Oberzent-Schöllenbach und Badisch-Schöllenbach voneinander trennt, bevor er sich mit dem kleineren rechten Schöllenbach zum Itterbach vereint; dieser wird weiter talab dann Itter genannt und mündet bei Eberbach in den Neckar.
Durch seine Lage im Kerbtal des Euterbachs hat der Eutersee eine langgestreckte Kontur. Er ist bis zu 210 m lang und bis zu 65 m breit. Der bewaldete Osthang des unbesiedelten Tals reicht im oberen See bis ans Ufer heran, der westliche bis auf 25 m. An der Abflussseite öffnet sich das Tal zum Besiedlungsraum von Badisch-Schöllenbach hin. Unmittelbar hinter dem Staudamm beginnen Wiesen und andere landwirtschaftliche Nutzflächen, durch die links des Euterbachs ein zweiter Ablauf zieht, ein etwa einen halben Kilometer langer Mühlgraben. Über den steilen Talhängen beginnt im Osten auf 470–490 m ü. NHN eine wiederum zu Hessen gehörende Hochebene um Hesselbach, der an ihrem Ostrand der 547,5 m ü. NHN hohe Kolli aufsitzt. Die rechte Randhöhe, durch den im spitzen Winkel nahenden Schöllenbach als Sporn ausgebildet, fällt auf Höhe des Sees schon leicht über einen Kamm südwärts ab. Am östlichen Seerand läuft eine eingeschränkt befahrbare Straße, die von Badisch-Schöllenbach kommend umwegig als Steige mit einer Serpentine weit oben im Euterbachtal den Hang zum in Luftlinie recht nahen Hesselbach erklimmt.

## Freizeit
Südlich des Sees liegt in etwa 300 m Entfernung auf 11 ha Fläche am Waldrand von Schöllenbach ein beliebter Jugendzeltplatz, der vom Verein Geo-Naturpark Bergstraße-Odenwald und der Stadt Oberzent gemeinsam betrieben wird, 80–100 Personen beherbergen kann und jährlich bis zu 5000 Übernachtungen zählt. Am Nordrand des Sees befinden sich ein kleiner Badestrand, eine Liegewiese und eine Schutzhütte. Durch den ständigen Zufluss kalten Bergwassers erreicht die Wassertemperatur des Eutersees auch im Hochsommer nur 12–16° Celsius.
In den Staudamm des auch als Angelgewässer ausgewiesenen Sees ist eine Fischtreppe eingelassen, damit wandernde Fische das Hindernis überwinden können.

### LUBW
Amtliche Online-Gewässerkarte mit passendem Ausschnitt und den hier benutzten Layern: Karte von Eutersee und Umgebung

Allgemeiner Einstieg ohne Voreinstellungen und Layer: Daten- und Kartendienst der Landesanstalt für Umwelt Baden-Württemberg (LUBW) (Hinweise)
1. 1 2  Seefläche nach dem Layer Stehende Gewässer, Länge und Breite abgemessen auf dem Hintergrundlayer Topographische Karte.
2. ↑  Geographische Beschreibung nach dem Hintergrundlayer Topographische Karte.

### Andere Belege
1. ↑  Otto Klausing: Geographische Landesaufnahme: Die naturräumlichen Einheiten auf Blatt 151 Darmstadt. Bundesanstalt für Landeskunde, Bad Godesberg 1967. → Online-Karte (PDF; 4,3 MB)
2. ↑  Geo-Naturpark Bergstraße-Odenwald - Hesseneck, Zeltplatz Eutersee. Archiviert vom Original am 20. Januar 2021; abgerufen am 2. Dezember 2020.
3. ↑  Hesseneck – Ortsteil Schöllenbach